# Micromyzella
Micromyzella  (лат.) — род тлей из подсемейства Aphidinae (Macrosiphini). Главным образом, Африка, также южная и юго-восточная Азия, Австралия и Новая Зеландия.

## Описание
Мелкие насекомые, длина около 2 мм.
Ассоциированы с растениями Anisopappus africanus, Davallia, Drynaria, Helichrysum, Antrophyum, Asplenium, Blechnum, Pityrogramma, Polypodium, Pteris, Sphenomeris, Thelypteris, Arthopteris, Nephrolepis, Osmunda, Pleopeltis и некоторых Adiantaceae (Adiantum, Pellaea). Близок к тлям рода Micromyzus, отличаясь наличием 2 или 3 волосков на первом членике лапок.
- Micromyzella anisopappi Remaudière, G., 1985
- Micromyzella davalliae Remaudière, G., 1985
- Micromyzella eliei Remaudière, G., 1985
- Micromyzella enigmatica Remaudière, G., 1985
- Micromyzella filicis (van der Goot, 1917)
- Micromyzella jos (Eastop, 1958)
- Micromyzella judenkoi (Carver, 1965)
- Micromyzella kathleenae Remaudière, G., 1985
- Micromyzella mitegoni (Eastop, 1955)
- Micromyzella pojanii (Cermeli & C.F. Smith, 1979)
- Micromyzella pterisoides (Theobald, 1917)
- Micromyzella sleonensis (Eastop, 1958)
- Micromyzella sophiae Remaudière, G., 1985